# Gradsko prometno poduzeće Beograd
Gradsko prometno poduzeće Beograd (srpski: Градско саобраћајно предузеће Београд, Gradsko saobraćajno poduzeće Beograd) je javno komunalno poduzeće u Beogradu kojem je osnovna djelatnost prijevoz putnika u gradskom i prigradskom prometu. Gradsko prometno poduzeće Beograd osnovano je 14. listopada 1892. godine kao "Beogradska varoška željeznica" i tijekom svog postojanja je poslovao pod različitim imenima: "Direkcija tramvaja i osvjetljenja", "Beogradsko električno i prometno poduzeće", "Radna organizacija gradski promet Beograda" od 21. prosinca 1989. godine djeluje pod sadašnjim nazivom: "GSP Beograd", kao javno komunalno poduzeće.

## Linije
GSP Beograd prometuje na 11 tramvajskih, 8 trolejbuskih, 136 autobuskih i 6 sezonskih linija:

### Tramvaj
- Tramvajski promet u Beogradu

- 2 –  Pristanište – Vukov spomenik – Pristanište
- 3 –  Omladinski stadion – Kneževac
- 5 –  Kalemegdan / Beko / – Ustanička
- 6 –  Tašmajdan – Ustanička
- 7 –  Ustanička – Blok 45
- 9 –  Banjica – Blok 45
- 10 –  Kalemegdan / Beko / – Banjica
- 11 –  Kalemegdan / Beko / – Blok 45
- 12 –  Banovo brdo – Omladinski stadion
- 13 –  Blok 45 – Banovo brdo
- 14 –  Ustanička – Banjica

### Trolejbus
- Trolejbuski promet u Beogradu
- 19 –  Studentski trg – Konjarnik
- 21 –  Studentski trg – Učiteljsko selo
- 22 –  Studentski trg – Kruševačka2
- 28 –  Studentski trg – Zvezdara
- 29 –  Studentski trg – Medaković 3
- 40 –  Zvezdara – Banjica 2
- 41 –  Studentski trg – Banjica 2

### Autobus

#### Dnevne linije
- 15 –  Zeleni vijenac – Zemun / Novi grad /
- 16 –  Karaburma 2 – Novi Beograd / Paviljoni /
- 17 –  Konjarnik – Zemun / Gornji grad /
- 18 –  Medaković 3 – Zemun / Bačka /
- 20 –  Mirijevo 3 – Veliki Mokri Lug
- 23 –  Karaburma 2 – Vidikovac
- 24 –  Dorćol / SRC "Milan Muškatirović" / – Neimar
- 25 –  Karaburma 2 – Kumodraž 2
- 25 P –  Mirijevo 4 – Kumodraž / Stepina kuća /
- 26 –  Dorćol / Dunavska / – Braće Jerković
- 26 L –  Medaković 3 – Vojvode Vlahovića
- 27 –  Trg Republike – Mirijevo 3
- 27 E –  Novi Beograd / blok 20 / – Mirijevo 4
- 30 –  Slavija / Birčaninova / – Medaković 2
- 31 –  Studentski trg – Konjarnik
- 32 –  Vukov spomenik – Višnjica
- 32 E –  Trg Republike – Višnjica
- 33 –  Pančevački most / željeznička stanica / – Kumodraž
- 34 –  Željeznička stanica "Beograd Centar" – Ul. Pere Velimirovića
- 35 –  Novi Beograd / blok 20 / – Lešće / groblje /
- 35 L –  Omladinski stadion – Lešće / groblje / (linija ide kraćom trasom linije 202 i noćne linije 202)
- 36 –  Željeznička stanica "Beograd Centar" – Slavija – Glavni željeznički kolodvor – Železnička stanica "Beograd Centar"
- 37 –  Pančevački most / željeznička stanica / – Kneževac
- 38 –  Šumice – Pogon "Kosmaj" – Veliki mokri lug
- 38 L –  Pogon "Kosmaj" – (trasom linije 38) – (trasom linije 17) – Mostar
- 39 –  Slavija / Birčaninova / – Kumodraž 1
- 42 –  Slavija / Birčaninova / – Banjica (VMA) – Petlovo brdo
- 43 –  Novi Beograd / Ušće / – Kotež
- 44 –  Topčidersko brdo / Senjak / – Viline vode – Dunav Stanica
- 45 –  Zemun / Novi grad / – Blok 44
- 46 –  Glavni željeznički kolodvor – Mirijevo
- 47 –  Slavija / Birčaninova / – Resnik / željeznička stanica /
- 48 –  Pančevački most / željeznička stanica / – Miljakovac 3
- 49 –  Banovo brdo – Naselje Stepa Stepanović
- 50 –  Ustanička – Banovo brdo
- 51 –  Glavni željeznički kolodvor – Bijele vode
- 52 –  Zeleni vijenac – Cerak vinogradi
- 53 –  Zeleni vijenac – Vidikovac
- 54 –  Miljakovac 1 – Železnik – MZ Makiš
- 55 –  Zvezdara / pijaca / – Stari Železnik
- 56 –  Zeleni vijenac – Petlovo brdo
- 56 L –  Zeleni vijenac – Čukarička padina (linija ide kraćom trasom linije 56)
- 57 –  Banovo brdo – Naselje "Golf" – Banovo brdo
- 58 –  Pančevački most / željeznička stanica / – Novi Železnik
- 59 –  Slavija / Birčaninova / – Petlovo brdo
- 60 –  Zeleni vijenac – Novi Beograd / toplana /
- 65 –  Zvezdara 2 – Novo bežanijsko groblje
- 66 –  Vukov spomenik – Naučno tehnološki park "Zvezdara"
- 67 –  Zeleni vijenac – Novi Beograd / blok 70a /
- 68 –  Zeleni vijenac – Novi Beograd / blok 70 /
- 70 –  Bežanijska Kosa – Tranšped – RK Ikea
- 71 –  Zeleni vijenac – Bežanija / Ledine /
- 72 –  Zeleni vijenac – Zračna luka "Nikola Tesla"
- 73 –  Blok 45 – Batajnica
- 74 –  Bežanijska kosa – Omladinski stadion – Mirijevo 3
- 75 –  Zeleni vijenac – Bežanijska kosa
- 76 –  Blok 70A – Bežanijska kosa
- 77 –  Zvezdara – Bežanijska kosa
- 78 –  Banjica 2 – Zemun / Novi grad /
- 79 –  Dorćol / SRC "Milan Muškatirović" / – Mirijevo 4
- 81 –  Novi Beograd / Paviljoni / – Ugrinovački put – Altina 1
- 81 L –  Novi Beograd / Paviljoni / – Dobanovački put – Altina 1
- 82 –  Zemun / Kej oslobođenja / – Bežanijsko groblje – Blok 44
- 83 –  Crveni Križ – Zemun / Bačka /
- 84 –  Zeleni vijenac – Nova Galenika
- 85 –  Banovo brdo – Pupinov most – Borča 3
- 87 –  Čukarička padina – Banovo brdo (Zrmanjska) – Čukarička padina
- 88 –  Zemun / Kej oslobođenja / – Novi Železnik
- 89 –  Vidikovac – Čukarička padina – Novi Beograd / blok 61 /
- 91 –  Glavni željeznički kolodvor – Ostružnica / novo selo /
- 92 –  Glavni željeznički kolodvor – Ostružnica / Karaula /
- 94 –  Novi Beograd / blok 45 / – Miljakovac 1
- 95 –  Novi Beograd / blok 45 / – Borča 3
- 96 – Trg Republike – Borča 3
- 101 –  Omladinski stadion – Padinska Skela
- 102 –  Padinska skela – Vrbovsko
- 104 –  Omladinski stadion – Crvenka
- 105 –  Omladinski stadion – Ovča / željeznička stanica /
- 105 L –  Borča 3 – Ovča / željeznička stanica /
- 106 –  Omladinski stadion – PKB Kovilovo – Jabučki rit
- 107 –  Padinska skela – Dunavac
- 108 –  Omladinski stadion – Reva / Duboka bara /
- 109 –  Padinska skela – Čenta
- 110 –  Padinska skela – Put za Vrbovski – Sefkerin – Opovo
- 202 –  Omladinski stadion – Veliko Selo
- 302 –  Ustanička – Grocka – Begaljica
- 303 –  Ustanička – Zaklopača – Vrčin
- 304 –  Ustanička – Ritopek
- 305 –  Ustanička – Boleč
- 306 –  Ustanička – Leštane – Bubanj Potok
- 307 –  Ustanička – Vinča
- 308 –  Šumice – Veliki Mokri Lug
- 309 –  Zvezdara / pijaca / – Kaluđerica
- 310 –  Šumice – Mali Morki Lug – Šumice
- 400 –  Voždovac – Vrh Avale (linija je aktivna od 1. svibnja do 31. kolovoza)
- 401 –  Voždovac – Pinosava
- 402 –  Voždovac – Bijeli Potok
- 403 –  Voždovac – Zuce
- 405 –  Voždovac – Glumčevo brdo
- 405 L –  Glumčevo brdo – Nenadovac – Glumčevo brdo
- 406 –  Voždovac – Bijeli potok / željeznička stanica /
- 406 L –  Voždovac – Kumodraž – Bijeli potok / željeznička stanica /
- 407 –  Voždovac – Bijela Reka
- 408 –  Voždovac – Ralja / Drumine /
- 503 –  Voždovac – Resnik / željeznička stanica /
- 504 –  Miljakovac 1 – Resnik / željeznička stanica /
- 505 –  Miljakovac 1 – Miljakovačke staze
- 511 –  Glavni željeznički kolodvor – Sremčica
- 512 –  Banovo brdo – Sremčica / selo Gorica /
- 513 –  Velika Moštanica / centar / – Sremčica / selo Gorica /
- 521 –  Vidikovac – Železnik / Taraiš /
- 522 –  Novi Železnik – Milorada Ćirića – Novi Železnik
- 531 –  Banovo brdo – Rušanj
- 532 –  Banovo brdo – Rušanj / Ul. oslobođenja /
- 533 –  Banovo brdo – Orlovača / Groblje /
- 534 –  Cerak vinogradi – Ripanj / centar /
- 551 –  Glavni željeznički kolodvor – Velika Moštanica – Sremčica
- 552 –  Glavni željeznički kolodvor – Umka
- 553 –  Glavni željeznički kolodvor – Rucka
- 601 –  Glavni željeznički kolodvor – Surčin
- 602 –  Novi Beograd / blok 44 / – Vinogradska – SRC "Surčin"
- 603 –  Bežanija / Ledine / – Ugrinovci
- 604 –  Novi Beograd / blok 45 / – Petrovčić
- 605 –  Novi Beograd / blok 45 / – Boljevci – Progar
- 606 –  Dobanovci – Grmovac
- 607 –  Novi Beograd / Paviljoni / – Zračna luka "Nikola Tesla" – Surčin
- 610 –  Zemun / Kej oslobođenja / – Jakovo
- 611 –  Zemun / Kej oslobođenja / – Dobanovci
- 612 –  Novi Beograd / Paviljoni / – Kvantaška pijaca – Nova Galenika
- 613 –  Novi Beograd / Paviljoni / – Radiofar (trasom linije 65 od kružnog toka do Novog bežanijskog groblja)
- 700 –  Batajnica / željeznička stanica / – Batajnica / Vojvođanskih brigada / – Batajnica / željeznička stanica /
- 702 –  Batajnica / željeznička stanica / – Busije / crkva /
- 703 –  Batajnica – Ugrinovci
- 704 –  Zeleni vijenac – Zemun polje
- 705 –  Zemun / Kej oslobođenja / – "13. maj "
- 706 –  Zeleni vijenac – Batajnica
- 706 E –  Zemun / Kej oslobođenja / – Zračna luka "Batajnica"
- 707 –  Zeleni vijenac – Mala pruga – Zemun polje
- 708 –  Novi Beograd / blok 70a / – Zemun polje
- 709 –  Zemun / Novi grad / – TC Zmaj – Zemun Polje
- 711 –  Novi Beograd / Paviljoni / – Ugrinovci

(Linije ADA 1 – 5 prometuju od 22. lipnja do 31. kolovoza[koje godine?])

#### Noćne linije
Na 25 noćnih linija, od kojih su sve autobusne, prijevoz obavljaju samo privatne tvrtke. Prema odluci Direkcije za javni prijevoz iz 20. rujna 2010. godine, svim noćnim linijama bit će pridodan simbol "N" kako bi se jasno razlikovale od dnevnih linija. Neke noćne linije imaju istu početnu i završnu stanicu a trasa im se potpuno poklapa (26, 29 i 31), neke noćne linije imaju istu početnu i završnu stanicu a trasa im se djelomično poklapa (27), a neke ih nemaju.
- 15 –  Trg Republike – Zemun / Novi grad /
- 26 –  Dorćol / Dunavska / – Braće Jerković
- 27 –  Trg Republike – Mirijevo 3
- 29 –  Studentski trg – Medaković 3
- 31 –  Studentski trg – Konjarnik
- 32 –  Trg Republike – Višnjica
- 33 –  Trg Republike – Kumodraž
- 37 –  Trg Republike – Kneževac (linija ide kraćom trasom dnevne linije 37)
- 47 –  Trg Republike – Resnik / željeznička stanica /
- 48 –  Trg Republike – Miljakovac 2
- 51 –  Trg Republike – Bijele vode
- 56 –  Trg Republike – Rušanj
- 68 –  Trg Republike – Blok 45
- 75 –  Trg Republike – Bežanijska kosa
- 101 –  Trg Republike – Padinska skela
- 202 –  Trg Republike – (trasom linije 27) – (trasom linija 35 L i 202) – Veliko naselje
- 301 –  Trg Republike – Pionirski park – Tašmajdan – (trasom linija 6 i 7) – (trasom linije 302) – Begaljica (linija ide uz skretanje u Kaluđericu, Leštane, Vinču)
- 304 –  Trg Republike – (trasom linije 28) – Cvetkova pijaca – tramvajska okretnica "Ustanička" – (trasom linije 304) – Ritopek (linija ide uz skretanje u Leštane, Vinču i Boleč)
- 308 –  Slavija – (trasom linije 14) – (trasom linije 308) – Veliki Mokri Lug
- 401 –  Dorćol / Dunavska / – (trasom linije 10) – Banjica 2 – Bijeli potok – Pinosava
- 511 –  Trg Republike – Sremčica
- 601 –  Glavni željeznički kolodvor – (trasom linije 601) – Depo Sava – GO Novi Beograd – (trasom linije 601) – Surčin – Bečmen – Jakovo – Dobanovci
- 603 –  Trg Republike – GO Novi Beograd – Studentski grad – Ledine – (trasom linije 603) – Ugrinovci
- 704 –  Trg Republike – Nova Galenika – Zemun Polje
- 706 –  Trg Republike – Batajnica

#### Linije koje više ne prometuju
- 7 –  Ustanička – (trasom linije 14) – (trasom linije E1) – Blok 45
- 7 L –  Tašmajdan – Blok 45
- 9 –  Banjica 2 – Blok 45 (noćna linija)
- 11 –  Tašmajdan – Kalemegdan – Blok 45 (noćna linija)
- 13 –  Kalemegdan / Beko / – Banovo brdo
- 22 L –  Studentski trg – Slavija
- 27 L –  Vukov spomenik – Mirijevo
- 34 –  Admirala Geprata – Željeznička stanica "Beograd centar"
- 34 L –  Željeznička stanica "Beograd centar" – Bolnica "Dragiša Mišović"
- 36 –  Trg Republike – Viline vode – Dunav stanica
- 69 –  GO Novi Beograd – Depo "Sava"
- 93 –  Dorćol / SRC "Milan Gale Muškatirović / – Zvezdara / pijaca /
- 96 –  Trg Republike – (trasom linije 95) – Borča 3 (linija je išla uz skretanje u Kotež)
- 110 –  Padinska skela – Široka greda
- 302 L –  Ustanička – Kafana "Boleč"
- 306 L –  Ustanička – Leštane
- 404 –  Voždovac – Ripanj / Brđani /
- 406 –  Voždovac – Stara Lipovica
- 600 –  Bežanija / Ledine / – Dobanovci
- 602 –  Surčin – Jakovo
- 606 –  Surčin – Dobanovci
- 701 –  Trg Republike – Nova Galenika – Zemun polje – Nova Pazova (noćna linija)